# Occitaans

Het Franse taallandschap
Verspreiding van talen en streektalen in Frankrijk, Wallonië en Franstalig Zwitserland

Occitaans, historisch ook wel langue d'oc of  Provençaals genoemd, is de verzamelnaam voor een aantal nauw verwante streektalen, waaronder Gascons, die gesproken worden in Zuid-Frankrijk en kleine aangrenzende gebieden in Spanje en Italië. Het volledige taalgebied van deze streektalen wordt Occitanië genoemd. De nieuwe regio Occitanie maakt daar minder dan de helft van uit.

## Taalfamilie en kenmerken
Het Occitaans behoort tot de Occitano-Romaanse talen. Het enige andere lid van deze subfamilie binnen de Gallo-Romaanse talen is het Catalaans. Het is waarschijnlijk dat deze twee talen tot in de 12e eeuw één en dezelfde waren. Vandaag bestaat het voornaamste verschil uit de schrijfwijze, waarbij men voor het Occitaans de middeleeuwse spelling aanhoudt die nog dicht tegen het Latijn aanleunt, terwijl voor het Catalaans gekozen is voor een spelling die dichter bij de uitspraak ligt. Pas in 1934 koos de Catalaanse taalunie voor een eigen verbond, los van de Occitaanse. Voor beide talen geldt dat spellingregels in de 19e eeuw opnieuw zijn opgesteld, nadat beide talen eeuwenlang niet in geschreven vorm gebruikt waren.
In uitspraak bestaan er niettemin vrij aanzienlijke verschillen tussen Occitaans en Catalaans. Zo wordt de u in het Occitaans als ü uitgesproken, net als in het Frans en de Italiaanse dialecten van de Povlakte. In het Catalaans wordt deze letter als oe uitgesproken, net als in het Spaans. Door de historische situatie heeft het Occitaans vooral Franse invloeden ondergaan en het Catalaans vooral Spaanse.
Het Occitaans is in taalkundig opzicht nauwer verwant aan het Spaans en Italiaans dan aan het Frans, dat meer Keltische en Germaanse invloeden heeft ondergaan. Redenen hiervoor zijn:
- ander oorspronkelijk taalgebied (Iberisch in plaats van Keltisch);
- langdurigere romanisatie en romanisering;
- kwantitatief minder toestroom van Germaanse bevolkingsgroepen, dus kwalitatief minder taalinvloeden.

De woorden voor zijn zijn bijvoorbeeld respectievelijk esser (Ariège), estar (Ariège, Gers, Gironde, Hautes-Pyrénées, Lot-et-Garonne en Pyrénées-Atlantiques) en èstre (Allier en een groot deel van de rest van Zuid-Frankrijk); vergelijk ter illustratie het Franse être met het Spaanse ser/estar en het Italiaanse essere.

## Verspreidingsgebied

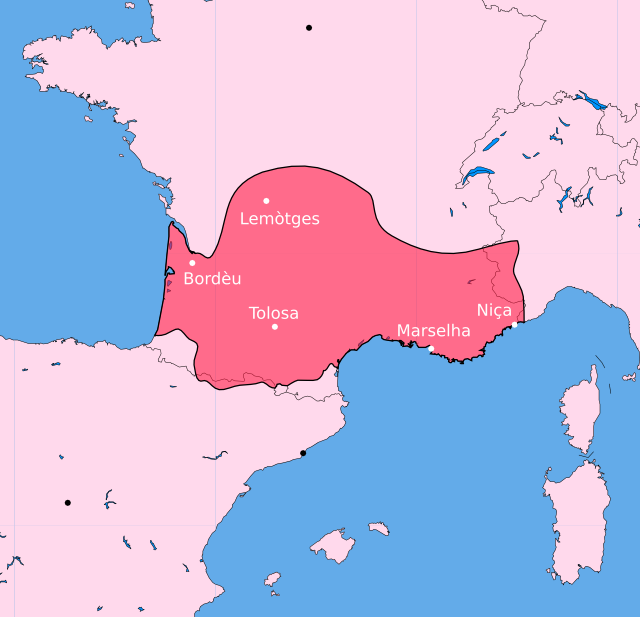
Occitanië

Zoals op het tweede kaartje te zien is, wordt een groot deel van het zuiden van Frankrijk tot het Occitaanse taalgebied gerekend. Uitzonderingen hierop zijn Frans-Baskenland (Baskisch taalgebied) ten noordwesten van de Pyreneeën, en Roussillon (departement Pyrénées-Orientales, Catalaans taalgebied) ten noordoosten van dit gebergte. Ook wordt een aantal dalen aan de (Spaanse) zuidkant van de Pyreneeën tot het taalgebied gerekend, evenals een variant op het Occitaans gesproken in Noordwest-Italië (Piëmont), het Piëmontees.
Hoewel er een groot aantal streekvarianten bekend zijn, wordt het taalgebied globaal in drie van elkaar te onderscheiden varianten onderverdeeld:
- het Gascon of Gascons, gesproken in het gebied tussen Bordeaux, Toulouse en de Pyreneeën;
- het Occitan Meridional of Zuidelijk Occitaans, gesproken langs de Middellandse Zeekust;
- het Nòrd-Occitan dat gesproken wordt in de streek van Limoges, het Centraal Massief tot aan de Alpen.

Binnen deze drie varianten rekent men de volgende dialecten tot het Occitaanse taalgebied:
- Aranees (Val d'Aran);
- Auvernhàt (Auvergne);
- Gascon (Gascogne);
- Lemosin (Limousin);
- Lengadocian (regio Languedoc);
- Provençaals (Provence);
- Aupenc (Ardèche).

Een bijzondere vorm was het Shuadit of Judeo-Provençaals, dat sinds 1977 als uitgestorven geldt.

## Herkomst van de termlangue d'oc
In de 12e eeuw was Frankrijk in twee taalgebieden te verdelen, de langues d'oïl in het noorden en de langues d'oc in het zuiden. Deze taalgebieden waren vernoemd naar het respectievelijke woord voor ja: oc (Latijn: hoc) in het zuiden en oïl (een oude vorm van oui, Latijn: hoc ille) in het noorden.
Dante Alighieri, die deze namen voor de taalgroepen benoemde in zijn werk De vulgari eloquentia (Over de schoonheid van de moedertaal, circa 1300), gebruikte daarnaast de term langue de si (Latijn: sic) voor de Italiaanse, Spaanse en Portugese talen. Letterlijk schreef Dante: "nam alii oc, alii si, alii vero dicunt oil" ("sommigen zeggen oc, anderen zeggen si, anderen zeggen oïl").
Het woord òc komt uit het vulgair Latijn (Volkslatijn) hoc (dat), terwijl oïl afstamt van Latijnse hoc ille (dat (is) het). Andere Romaanse talen hebben hun woord voor ja afgeleid van het Latijnse sic, dus, zoals het Spaanse sí, het Italiaanse sì, het Catalaanse si, en het Portugese sim.

## Geschiedenis

### Ontstaan

Verspreiding van talen in Zuidwest-Europa door de eeuwen heen

De langue d'oc ontwikkelde zich uit het Volkslatijn onder invloed van de taal van de Visigoten (West-Goten), die na de volksverhuizingen in de streek waren terechtgekomen. Het verspreidingsgebied van de langue d'oc kwam dan ook ruwweg overeen met dit gebied: het noorden van het Iberisch Schiereiland, het zuiden van het huidige Frankrijk en het noordwesten van Italië.

### Hoogtijdagen
De invloed van het Occitaans op andere talen was in de 12e, 13e en 14e eeuw groot, met name op het Frans, Italiaans, Spaans en Engels – grote delen van het Occitaanse taalgebied stonden in deze periode onder Engelse heerschappij.
De langue d'oc was de juridische en bestuurlijke taal van de regio die onder invloed stond van het graafschap Toulouse. Veel hoofse literatuur werd oorspronkelijk in de langue d'oc geschreven. De troubadours maakten de taal aan de hoven van Europa populair. Een van de eerste Bijbelvertalingen, althans het Nieuwe Testament, in een volkstaal was in de langue d'oc. Dit gebeurde door de katharen. De taal stond internationaal in een dermate hoog aanzien dat Dante Alighieri overwoog zijn Divina Commedia in de langue d'oc te schrijven (een aantal andere werken schreef hij daadwerkelijk in deze taal).

### Verval

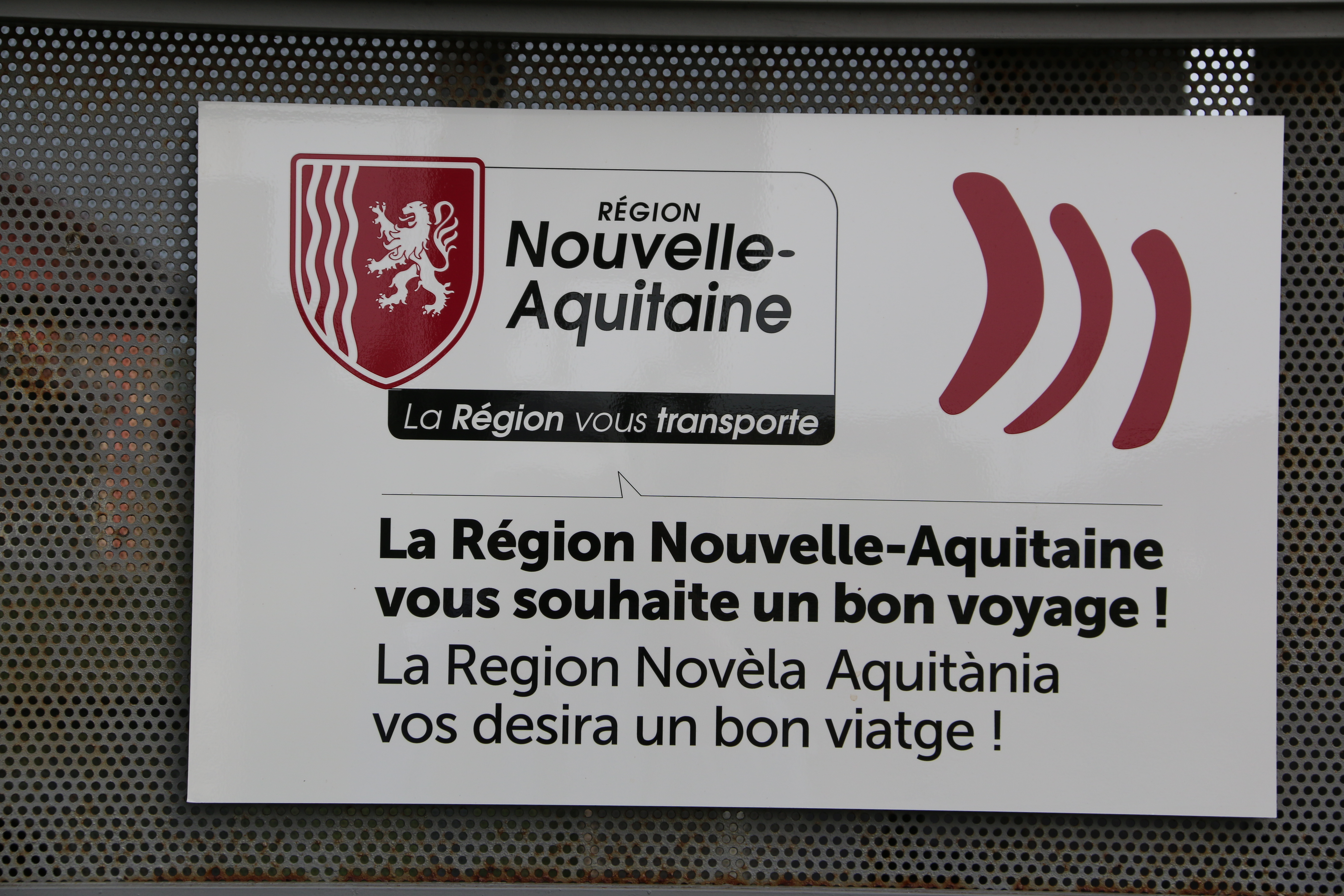
Tweetalig Frans-Occitaans bord in Nieuw-Aquitanië

Na het overlijden van de laatste graaf, Raymond VII, in 1249 kwam het graafschap Toulouse aan de Franse kroon en nam het Frans langzaam maar zeker de rol van officiële taal over. Beroofd van haar centrum verloor de langue d'oc haar eenheid en ontwikkelden zich hieruit een aantal streektalen. Met het Edict van Villers-Cotterêts (1539) legde François I het Frans op voor alle officiële documenten. Dat betekende het einde voor de geschreven vorm van (varianten van) de langue d'oc. Het Occitaans bleef echter wel de belangrijkste gesproken taal in Zuid-Frankrijk tot de Revolutie van 1789. Voor de jakobijnen was het Frans de taal van vrijheid en vooruitgang en waren de andere talen in de republiek ouderwetse, boerse dialecten (patois, brabbeltaal).

### Wedergeboorte

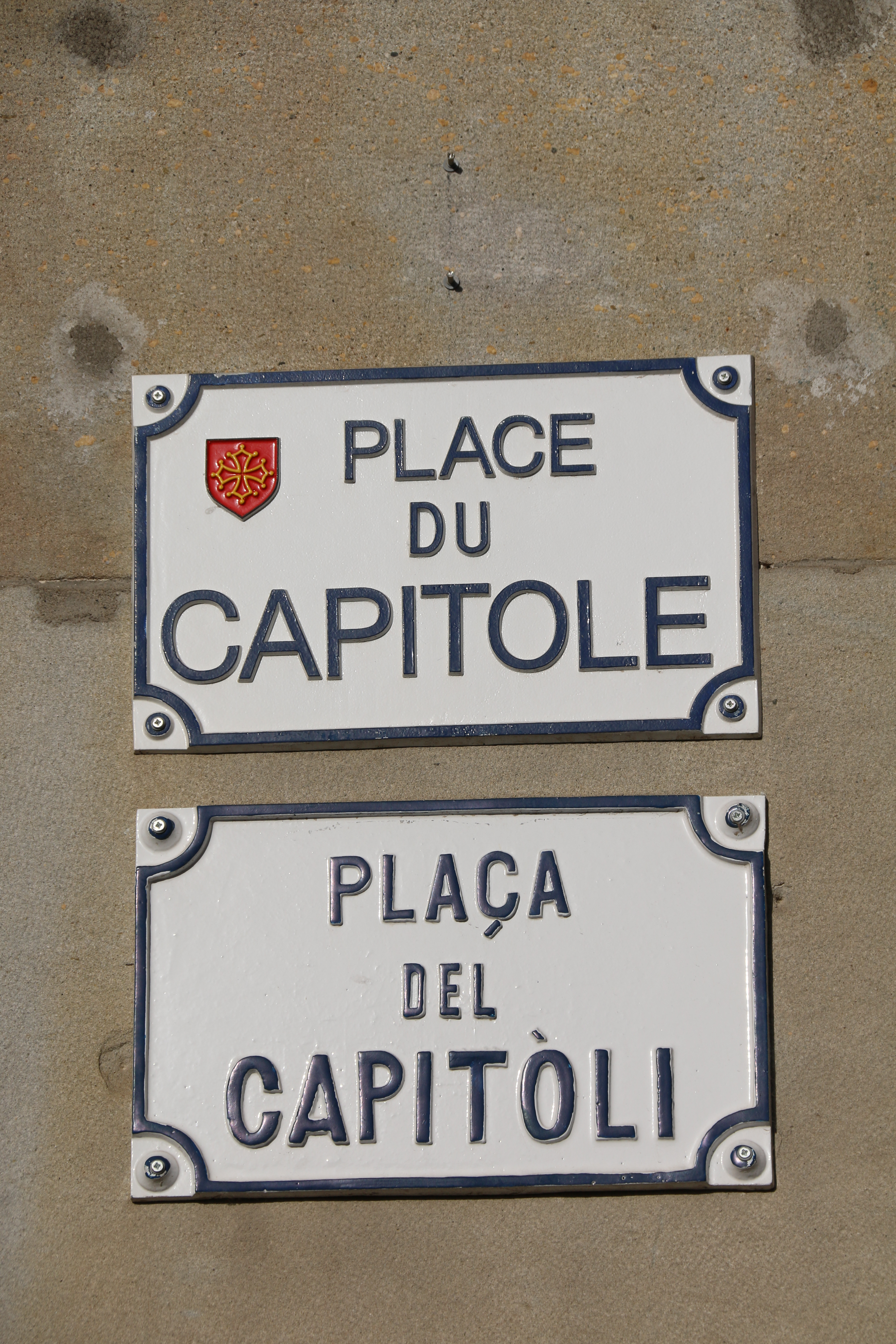
Occitaans straatnaambord in Toulouse

In de 18e en met name de 19e eeuw beleefde de geschreven taal een bescheiden wedergeboorte. Hiervoor zijn een aantal factoren op te noemen.
- Onder invloed van de romantiek beleeft de middeleeuwse literatuur een nieuwe populariteit, en men herontdekt daarmee de langue d'oc. Er is zelfs sprake geweest van een eigen Occitaanse literatuur. Frédéric Mistral is de bekendste schrijver die in het Provençaals schreef. Hij werd in zijn tijd op nationaal niveau serieus genomen en won in 1904 zelfs de Nobelprijs voor Literatuur. Op lexicografisch gebied betekende hij veel als schrijver van Lou tresor dou Félibrige, 1878, een woordenboek van het Provençaals gesproken in de Rhônevallei.
- Een andere belangrijke factor was de opkomst van de arbeidersbeweging, waarbij het Occitaans eerst als "geuzentaal" gebruikt werd maar al snel een officiëler tintje kreeg;
- De toenemende macht van de bourgeoisie die de taal als teken van regionaal zelfbewustzijn hanteert;
- Het op schrift stellen van de grammatica en schrijfwijze door gedegen onderzoekers als Honorat, Frédéric Mistral en Antonin Perbosc.

### Moderne situatie

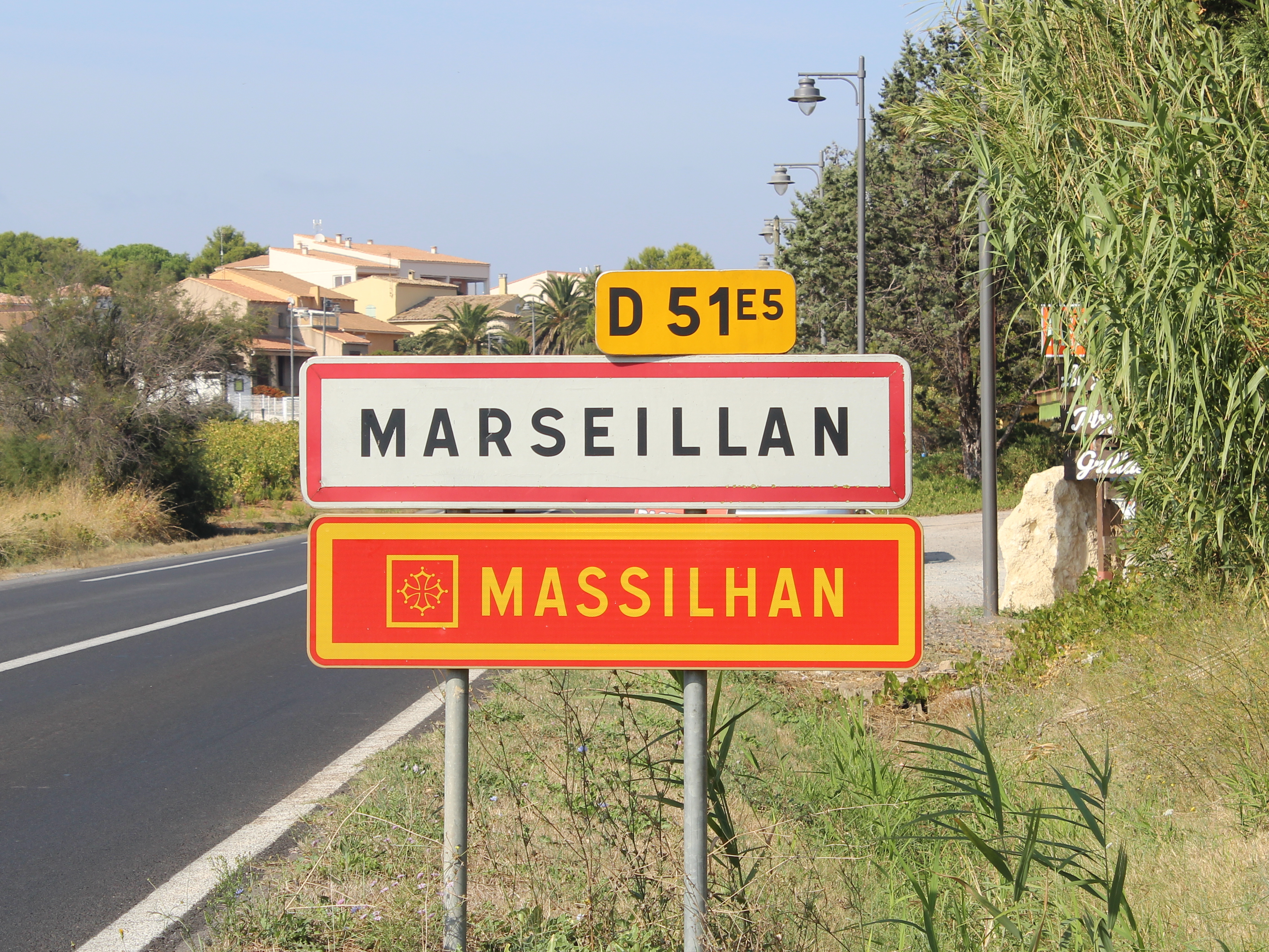
Tweetalig plaatsnaambord in zowel Frans als Occitaans

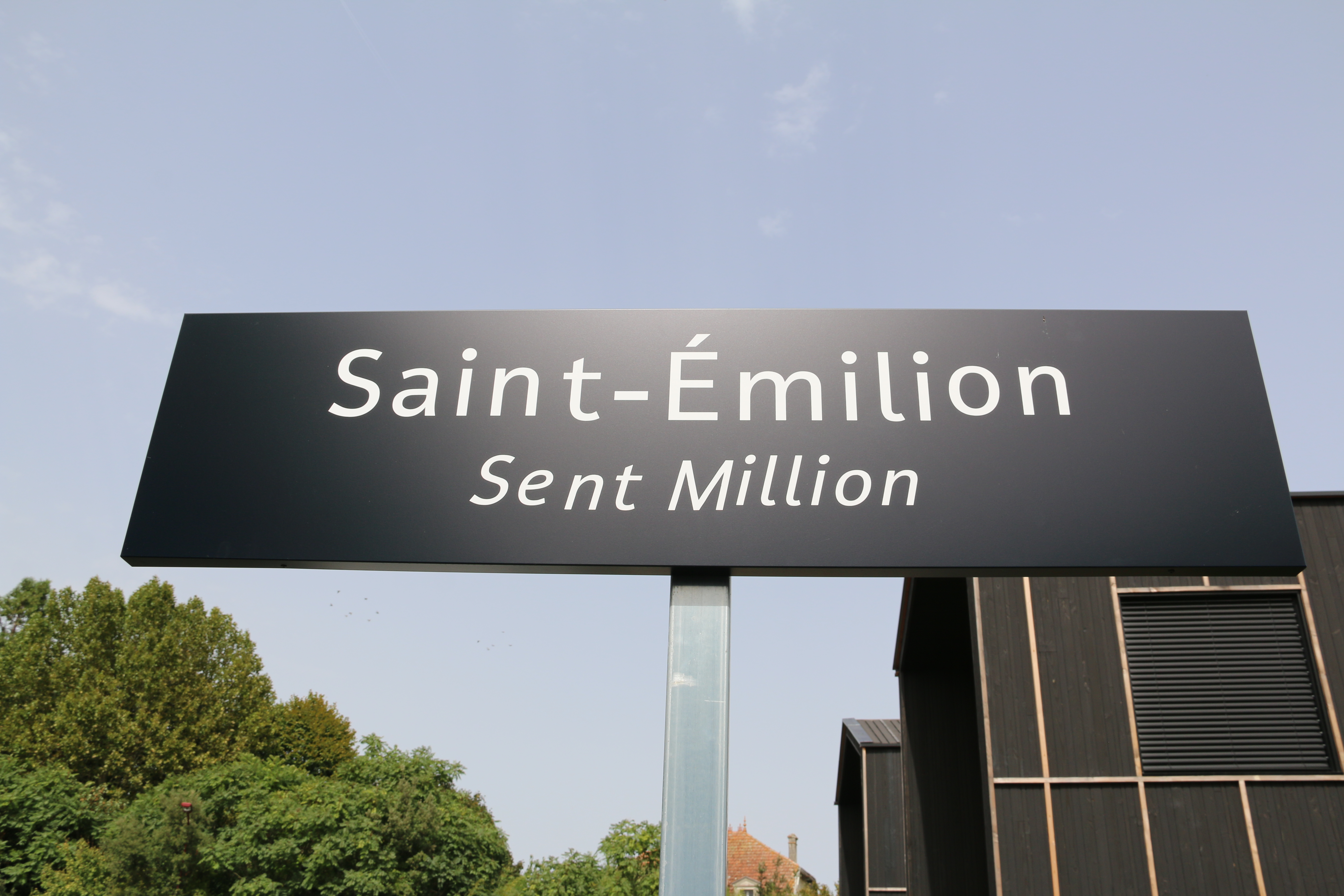
Tweetalig plaatsnaambord station Saint-Émilion

Door het onderwijs, de verstedelijking en toegenomen mobiliteit is het Occitaans een bedreigde minderheidstaal geworden. Ongeveer 65% van de inwoners van Occitanië begrijpt Occitaans, en ongeveer 2 miljoen mensen zouden het nog dagelijks spreken. De meesten zijn ouderen en mensen die op het platteland wonen. Desondanks is er een cultureel circuit ontstaan dat veel en graag teruggrijpt op poëzie en muziek uit de 12e eeuw. Deze revivalcultuur heeft aansluiting weten te vinden bij de new agebeweging. Ook is er een zeer levendige internetgemeenschap ontstaan, waarbij er veel uitwisseling met het Catalaanse taalgebied plaatsvindt.